# 早期天候情報
早期天候情報（そうきてんこうじょうほう）は、日本で気象庁が発表する気象情報の一つで、約1週間後から2週間後までの期間に、著しい高温や低温が予想されるとき、また冬季の日本海側で著しく多い降雪が予想されるとき、それぞれ注意を呼びかけるもの。
気象庁は週間天気予報に続く期間である、発表日から数えて2週目の各代表地点の最高気温・最低気温を2週間気温予報として発表している。早期天候情報はこれと同じ期間の地域単位の平均気温をもって算出される。

## 概説

### 早期天候情報
原則として月曜日と木曜日の週2回のタイミングで、地方ごとに、基準を満たしたときに発表される。
予想される6日先から14日先までの期間内の5日間平均気温が、平年に比べて「かなり高い」または「かなり低い」値となる確率が30%以上となることが基準。
5日間平均気温の取り方は、8日先から12日先までの各日を中心とした5日間平均、つまり、8日後を中心とする6-10日後から12日後を中心とした10-14日後までの、お互いに重なる5区間である。2週間気温予報でも同様だが、例えば今日が17日（月曜日）だとすれば、23-27日の平均値が25日（火曜日）の値となり、29日（土曜日）までの5区間（5日間）の値が算出される
「かなり高い」および「かなり低い」の値は、平年値である30年間の値のうち上位10%・下位各10%の範囲。
降雪量に関しては北海道日本海側、東北日本海側、北陸地方、近畿日本海側、山陰の5つの地方と長野県北部・群馬県北部、岐阜県山間部の2つのエリアが対象地域。気温と同じく予想で、5日間降雪量が平年に比べて「かなり多い」値となる確率が30%以上となることが基準。
情報のタイトルは、高温・低温では「高温に関する早期天候情報」「低温に関する早期天候情報」。雪の場合は「大雪」と「雪」の使い分けがあり、「かなり多い」降雪量の基準が概ね平年で最も多い時期の降雪量以上となる時期には「大雪に関する早期天候情報」、それ以外の時期には「雪に関する早期天候情報」となる。

### 10年に1度
早期天候情報が発表される場合、出現の確率が10%の高温・低温または大量の降雪が通常の3倍以上にあたる30%以上の確率で起こる予想となっていて、その地方でその時期に「10年に1度程度」しか起きないような高温・低温や大雪の可能性が高まっていることを示す。
「低温に関する早期天候情報」の例で言うとひと冬に何度も発表されるため、「10年に1度」という言葉のイメージからすると多すぎる印象も受けるが、最も寒い時期との比較ではなく、「その時期としては」10年に1度であるためこれくらいの頻度で情報を見聞きすることとなる。

### 2週間気温予報
毎日1回、週間天気予報と同じ代表地点について、発表日から数えて2週目の最高気温と最高気温が発表されるもの。気温の値は早期天候情報と同じく6日先から14日先までの期間内の5日間平均で、ホームページ上では直近数日の推移とともに色分けした数値表とグラフで示される。気温の予想値には幅があり、約80%の確率でその範囲に収まることを意味する。

## 経緯
2008年3月21日に「異常天候早期警戒情報」として提供が始まった。2013年11月には雪が予報対象に追加された。2019年6月19日には、予報期間の取り方が一部変更され「早期天候情報」に改称、合わせて2週間気温予報の提供も始まった。
1996年3月に1か月予報へアンサンブル数値予報が導入されたのをはじめとして、気象庁では予報精度の改善によって、1週間程度のリードタイムをもって1週間平均の大気場から極端な高温や低温を予想する技術が次第に確立された。その技術的延長上に異常天候早期警戒情報の提供開始がある。季節予報の拡充の要求、特に天候の影響を受けやすい農業関係機関からの要請などを背景に、技術的進展、予想に関わる現象の理解が進んだことから、2007年3月から約1年間に亘る農業やエネルギー関係機関との試行を経て、本運用に至った。開始後も精度は上がってきており、2019年時点の予想期間最終日の精度は開始当初の予想期間初日の精度とほぼ同等なまでになっているという。
雪が追加された背景には、平成18年豪雪や平成23年の大雪・平成24年の大雪・平成25年の大雪に伴う防災関係機関からの要望があった。
2011年からは、東日本大震災による電力危機に際した節電呼びかけに関連して、一定以上の気温が予想されるとき情報の文面に熱中症対策の呼びかけを追加する対応が行われた。また、2012年から2016年には、電力需要予測（でんき予報）に対応した最高気温ピーク値の予想を新たに作成して電力業界に提供することも行われた。

## 目的
早期天候情報や2週間気温予報は、例えば高温や低温が予想されるとき農作物に事前に対策を行うことで被害を軽減したり、商品需要や集客の予測（需要予測など）に気温の情報を活用して発注や在庫管理を調整したりといった利用ができ、実際に農業を中心に使われている。
具体的には、農業では稲の活着不良を防ぐための水田の深水管理や田植えの時期の目安、果樹の凍霜害対策などに既に使われていて、家畜の暑さ対策などにも利用できる。予測の元データ（ガイダンス）を使った気温の予測は、農業関係機関による生育や病害虫の予測・技術指導に使われているほか、開花時期や収穫適期の予測などにも利用できると考えられている。
第一次産業では他に水産業への利用例があり、他分野の産業ではアパレル産業や飲料販売などの利用例がある。衣料品、自動販売機の飲料などの切り替え時期の判断、冷房・暖房機器の販売の計画などを従来より早期にデータに基づき行うことができると考えられている。
市民生活では、情報を旅行に向けた衣服の準備や衣替えの参考、冷房の準備、体調管理の参考などに利用することができる。
特に熱中症対策では、運動などで体を暑さに順応させる暑熱順化にかかる期間の目安が数日から2週間程度であり、体作りの目安となる。統計的に熱中症搬送者数が急増する最高気温（例えば関東甲信では32度、北海道では27度など）を超える高温が予想されるときには、早期天候情報の情報文に熱中症への注意喚起が加えられる。
大雪の早期天候情報は、防寒具や除雪道具の準備、タイヤ交換、事前の屋根の雪下ろしなどの早めの対策を行う一つの目安となる。旅行の日程変更なども視野に入る情報だが、情報の性質としては「多少の不確実性はあったとしても早めに知らせる」ものである点は留意が必要。災害発生までの猶予時間からみると、まず大雪の前に早期天候情報が発表される可能性があり、次に可能性が高まってくると早期注意情報（警報級の可能性）、気象情報、そして大雪注意報や大雪警報と段階を踏む（タイムラインも参照）。

## 世界の類似の情報
アメリカでは、国立気象局の気候予測センター(Climate Prediction Center, CPC)が14日先までの高温・低温、大雨、洪水、大雪、強風、干ばつを含む顕著な現象の発生予測を行い、"Hazards Outlook"として分布図と予報文で提供している（2019年時点）。